# 퇴제르 다니엘
퇴제르 다니엘(헝가리어: Tőzsér Dániel, 1985년 5월 12일~)은 과거 헝가리 축구 국가대표팀에서 미드필더로 뛰었던 헝가리의 전 축구 선수이다. 퇴제르는 왼발이고 중앙, 수비형 미드필더 그리고 왼쪽 미드필더로 뛴다. 그는 인상적인 프리킥 능력을 소유한 것으로 유명하다.